# Термахівка
Термахі́вка — село в Україні, у Іванківській селищній громаді Вишгородського району Київської області. Населення становить 534 осіб.

## Географія
На південно-східній стороні від села бере початок річка Рогозня, ліва притока Мурави, а також річки Бичок та Збинка.

## Історія

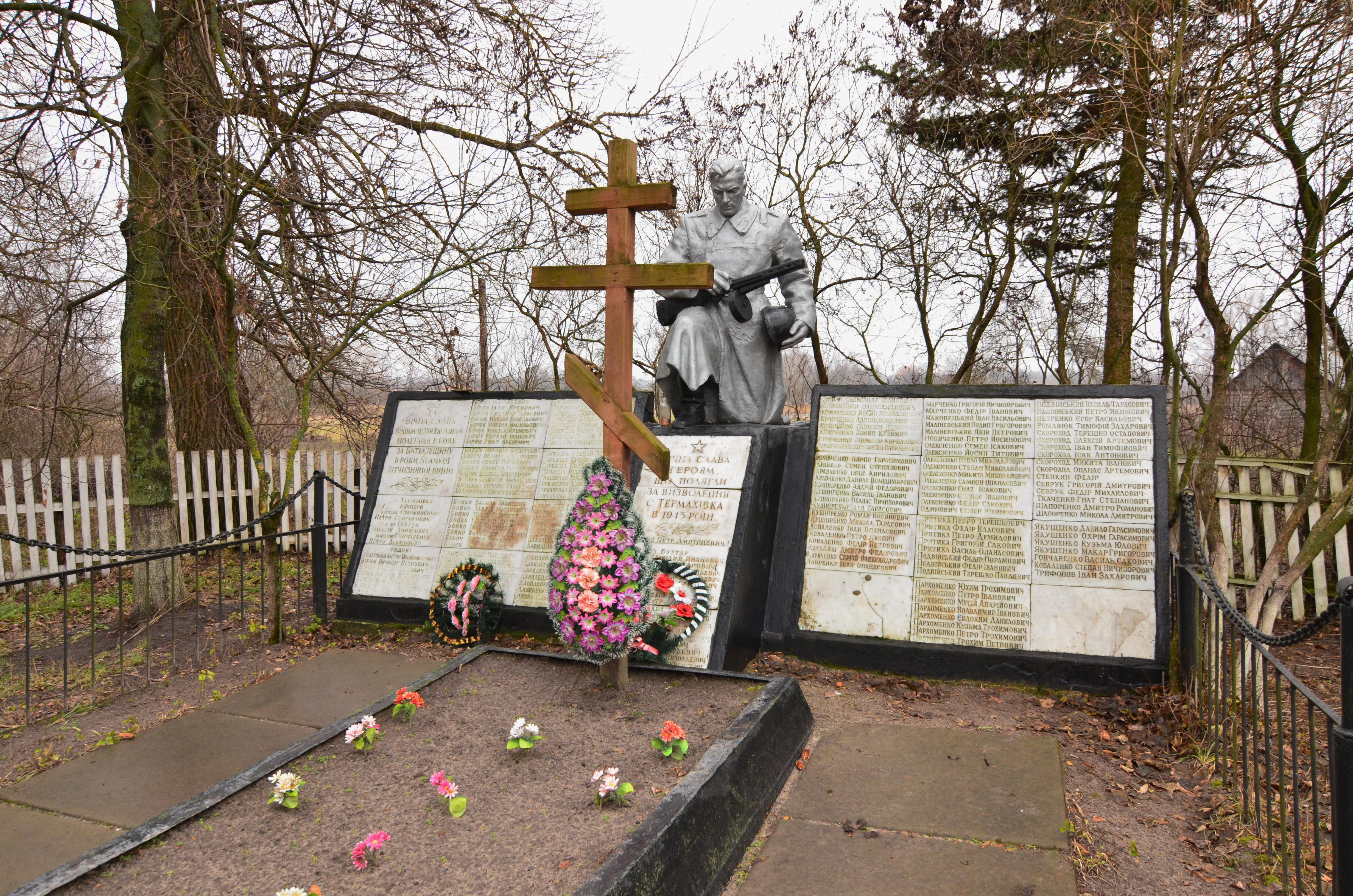
Братська могила радянських воїнів та односельців, які загинули 1943 року

7 (20) листопада 1917 року, відповідно до Третього Універсалу Української Центральної Ради, увійшло до складу Української Народної Республіки.
16 листопада 1921 р. під час Листопадового рейду через Термахівку проходила Волинська група (командувач - Юрій Тютюнник) Армії Української Народної Республіки. Тут стався бій групи з кінними відділками московського війська, що переслідували її. Переслідувачі втратили вбитими 40 бійців і командира дивізіону. У бою особливо відзначився Семен Григоряк.
12 червня 2020 року, відповідно до розпорядження Кабінету Міністрів України № 715-р «Про визначення адміністративних центрів та затвердження територій територіальних громад Київської області», увійшло до складу Іванківської селищної територіальної громади.
19 липня 2020 року, в результаті адміністративно-територіальної реформи та ліквідації Іванківського району, село увійшло до складу новоутвореного Вишгородського району.
Під час Російського вторгнення в Україну (2022) Термахівка була окупована з першого дня 24 лютого, коли до неї увійшли російські танки, 25-26 лютого село зазнало артилерійських обстрілів, під час обстрілу 26 лютого загинуло 5 мешканців села. Оскільки в Термахівці сходяться дороги на Білорусь, Чорнобиль, Варшаву та Київ, то там базувалися російські окупанти впродовж всього часу перебування в цьому регіоні тобто до початку квітня і вони впродовж 15 діб катували місцевих мешканців. В селі деякий час перебували кадирівці. Сумарно від дій російських окупантів у Термахівці загинуло 7 осіб. Село звільнене від окупантів 1 квітня 2022 року.

## Населення

### Мова
Розподіл населення за рідною мовою за даними перепису 2001 року:
| Мова       | Відсоток |
| ---------- | -------- |
| українська | 98,31%   |
| російська  | 1,50%    |
| болгарська | 0,19%    |

## Люди
- В селі народився Мойсей Якович Береговський — дослідник єврейського фольклору України.